# 상크리스토방

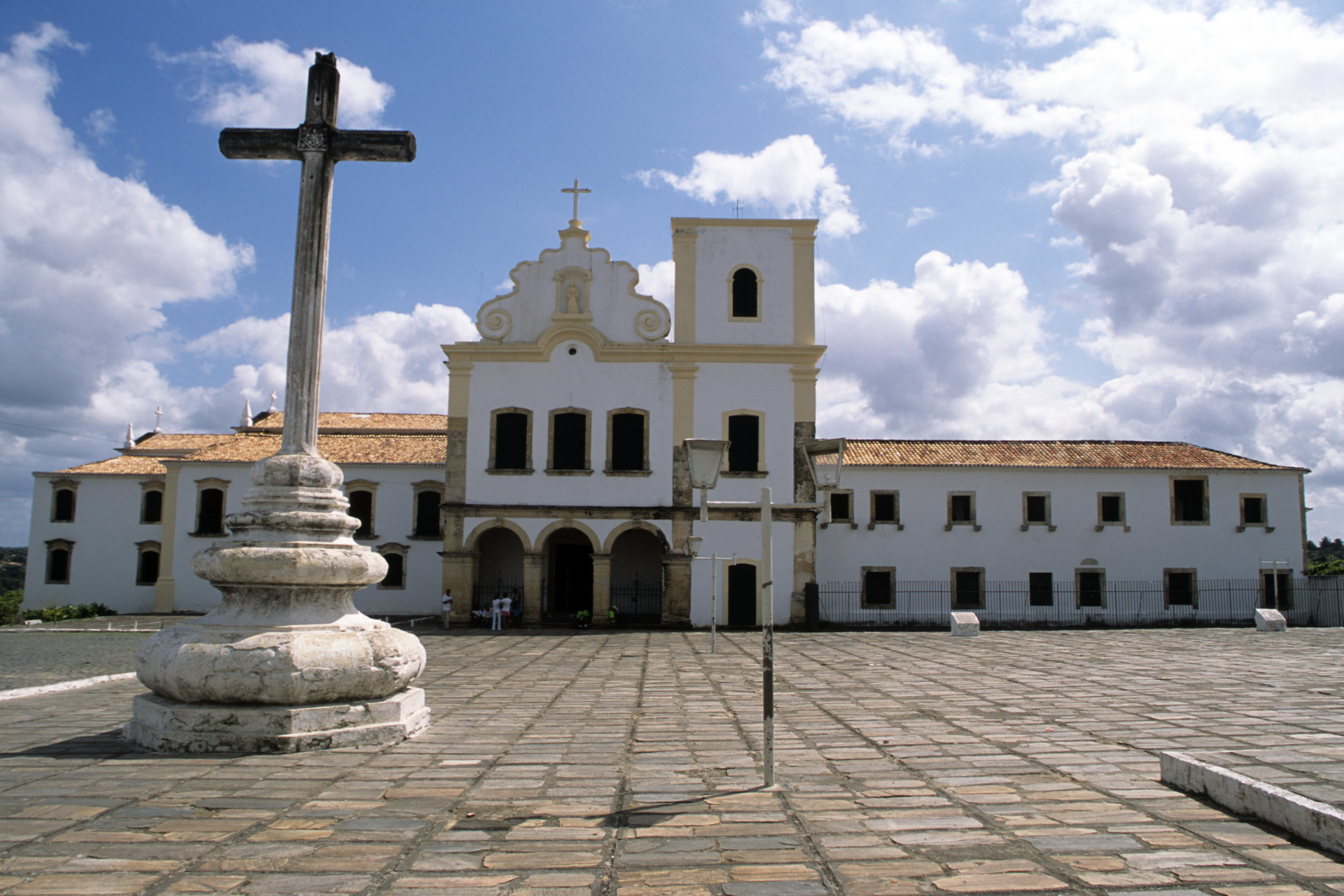
상크리스토방의 상 프란시스쿠(São Francisco) 광장

상크리스토방의 위치

상크리스토방(포르투갈어: São Cristóvão)은 브라질 세르지피주의 도시로 면적은 436.863km2, 높이는 47m, 인구는 85,814명(2014년 기준), 인구 밀도는 196.43명/km2이다. 도시가 설립된 시기는 1590년 1월 1일이며 브라질에서 4번째로 오래된 도시이다. 식민지 시기에 건설된 상 프란시스쿠(São Francisco) 광장과 인접한 역사적 건축물들은 2010년 유네스코 세계유산에 등재되었다.